# (34621) 2000 UR55
2000 UR55 (asteroide 34621) é um asteroide da cintura principal. Possui uma excentricidade de 0.08814700 e uma inclinação de 9.68425º.
Este asteroide foi descoberto no dia 24 de outubro de 2000 por LINEAR em Socorro.